# Канадский геноцид коренных народов
Канадский геноцид коренных народов — геноцид и систематическое уничтожение коренных жителей Канады с момента колонизации и до наших дней. На протяжении всей истории Канады канадское правительство и его колониальные предшественники совершали то, что по-разному описывалось как зверства, преступления, этноцид и геноцид против коренных народов Канады.
Канада исторически по происхождению является поселенческо-колониальным государством (доминионом), «суверенитет и политическая экономика которого основаны на лишении коренных народов собственности и эксплуатации их земель», и поэтому с самого начала существования Канадской конфедерации и её предшественников в качестве оправдания геноцида использовались различные концепции. Канадское правительство реализовало такие меры, как принятие «Закона об индейцах», создание индейских школ-интернатов, сегрегирование в сфере здравоохранения и перемещение, которые были направлены на ассимиляцию коренных народов, стирая при этом их религиозную и культурную идентичность.
Среди учёных и коренных народов ведутся споры о точном определении и типе произошедшего геноцида. Канадские суды признали и устранили многие дискриминационные практики. Исправление сложившейся ситуации началось с создания правительством Канады в 2008 году Комиссии по установлению истины и примирению. Это включало признание культурного геноцида, соглашения об урегулировании, и улучшение проблем расовой дискриминации, таких как решение проблемы пропавших и убитых женщин из числа коренного населения. Несмотря на официальное и академическое признание, часть населения Канады отрицает, что как культурный, так и этнический геноцид имел место.

## Колониализм поселенцев
Хотя и не без конфликтов, ранние взаимодействия канадцев европейского происхождения с коренными народами и инуитами были относительно мирными. Индейцы и канадские метисы сыграли решающую роль в развитии европейских колоний в Канаде, особенно в оказании помощи европейским егерям и вояжёрам в их исследованиях континента во время североамериканской торговли пушниной. Эти ранние европейские взаимодействия с коренными народами изменились от дружбы и мирных договоров до лишения прав собственности на земли посредством договоров и законов о перемещении, таких как «Закон о постепенной цивилизации», «Закона об индейцах», запрет на потлач и система дискриминационных внутренних паспортов, которые были сосредоточены на европейских идеалах христианства, оседлого образа жизни, сельского хозяйства и образования.
Коренные народы продолжали страдать от жестокой дискриминации со стороны новых колониальных обществ. Более позднее понимание концепции «культурного геноцида» и её связь с колониализмом поселенцев привело современных учёных к возобновлению обсуждения всех аспектов притеснений коренных народов и роли государства в организации и легитимации процесса физического и культурного уничтожения канадских индейцев.

## Значимые исторические события
Влияние колонизации на Канаду можно увидеть в её культуре, истории, политике, законах и законодательных органах. Это привело к систематическому изъятию детей коренных народов из их семей, подавлению языков и традиций коренных народов и деградации коренных общин. Другие действия, которые были выделены как признаки геноцида, включают спорадические массовые убийства, распространение болезней, запрет культурных практик и экологическое опустошение территорий коренных народов.
Можно утверждать, что колониализм и его последствия остаются не изжитыми до конца.
Наиболее хорошо задокументированным примером геноцида против коренных канадцев является система школ-интернатов для индейцев.
В результате европейской колонизации численность коренного населения Канады резко сократилась. Снижение объяснялось несколькими причинами: распространением европейских болезней, к которым нативные этносы не имели иммунитета; конфликтами из-за торговли мехом; конфликтам с колониальными властями и европейскими поселенцами; утратой земель коренных народов и присвоение её поселенцами и трапперами; последующим распадом индейских общин с потерей их способностьи к «самообеспеченности». Роланд Г. Робертсон предполагает, что в конце 1630-х годов оспа убила более половины канадских гуронов, которые контролировали большую часть североамериканской торговли мехом в районе Новой Франции.
Другие примеры геноцида коренных народов включают принудительное переселение инуитского населения на арктические территории во время Холодной войны для распространения канадского суверенитета над этими землями; медицинскую сегрегацию, которая привела к плохим условиям и отсутствию внедрения инноваций; стерилизацию мужчин и женщин коренных народов; и современное тяжёлое положение со случаями насилия и дискриминации, с которыми сталкиваются женщины коренных народов, подвергающиеся маргинализации в канадском социуме.

### Беотуки
Со смертью Шанадитит в 1829 году народ беотуков и коренные жители Ньюфаундленда были официально объявлены вымершими после эпидемий, голода, потери доступа к источникам пищи и вытеснения английскими и французскими рыбаками и торговцами. Основными источниками пищи беотуков были карибу, рыба и тюлени; вынужденное перемещение лишило их двух основных источников еды из трёх. Это вызвало чрезмерную охоту на карибу, что привело к сокращению популяции этих оленей в Ньюфаундленде. Беотуки эмигрировали со своих коренных земель, претерпев слом традиционного образа жизни, пытаясь избежать контакта с европейцами, в экосистемы, неспособные поддерживать их численность, что привело к недоеданию и, в конечном итоге, к голоду.
Учёные расходятся во мнениях относительно определения геноцида в отношении беотуков. В то время как некоторые учёные полагают, что беотуки вымерли в результате непреднамеренной европейской колонизации, другие утверждают, что европейцы проводили против них длительную целенаправленную кампанию геноцида.
Такая кампания явно не имела официального разрешения после 1759 года, и любые подобные действия после этого нарушали прокламацию губернатора Джона Байрона, в которой говорилось: «Я строго предписываю и требую от всех подданных Его Величества жить в дружбе и братской доброте с коренными дикарями [беотуками] указанного острова Ньюфаундленд», а также последующую Прокламацию, выпущенную губернатором Джоном Холлоуэем 30 июля 1807 года, которая запрещала жестокое обращение с беотуками и предлагала вознаграждение за любую информацию о таком жестоком обращении. Подобные прокламации, по-видимому, не имели большого эффекта, поскольку в 1766 году губернатор Хью Паллисер докладывал британскому государственному секретарю, что «варварская система убийств преобладает среди нашего народа по отношению к коренным индейцам, которых наши люди всегда убивают, когда могут с ними встретиться».

### Эпидемии оспы на северо-западе Тихого океана
Эпидемия оспы на северо-западе Тихого океана в 1862 году началась в Виктории на острове Ванкувер и распространилась среди коренных народов северо-западного побережья Тихого океана и коренных народов Северо-Западного плато, убив большую часть коренных народов от региона залива Пьюджет-Саунд до юго-восточной Аляски. Погибло две трети коренных жителей Британской Колумбии — около 20 000 человек.
Пока колониальные власти вводили карантин, применяли вакцину от оспы и инокуляцию, чтобы предотвратить распространение болезни среди колонистов и поселенцев, они никак не мешали распространению оспы среди коренного населения. Власти Колонии острова Ванкувер предпринимали попытки спасти часть коренных жителей, но большинство индейцев были вынуждены покинуть окрестности Виктории и вернуться на свои родные земли, несмотря на осознание того, что это приведёт к крупной эпидемии оспы среди коренных народов вдоль всего северо-западного побережья Тихого океана. Многие колонисты и газеты открыто поддерживали миграцию индейцев, в их попытке спастись от оспы.
Некоторые историки описывают это как преднамеренный геноцид, поскольку колония острова Ванкувер и колония Британская Колумбия могли предотвратить эпидемию, но предпочли этого не делать и тем самым способствовали ей. По словам историка Кирана ван Рейна, «личный интерес [колонистов] в сочетании с их лицемерной жалостью, при отвращении к жертвам, и самодовольстве при понимании обречённости [индейцев] — такова была колониальная реакцию на эпидемию среди коренных народов»; и что для некоторых жителей Виктории выселение коренных жителей было «долгожданной возможностью» избавиться от них; а для некоторых — возможностью захватить земли коренных народов. И в то время, и до сих пор, некоторые коренные жители говорят, что колониальное правительство намеренно распространяло оспу с целью захвата их земель.

### Индейские школы-интернаты
Начиная с 1874 года и до 1996 года канадское правительство в партнёрстве с доминирующими христианскими церквями управляло 130 школами-интернатами по всей Канаде для детей аборигенов, которых насильно забирали из их домов. За время существования системы около 30 % детей коренных народов, что равнялось примерно 150 000 человек, были помещены в школы-интернаты по всей стране; по крайней мере 6000 из этих учеников умерли во время посещения школы. Хотя школы и обеспечивали некоторое образование, учащиеся страдали от недостаточного финансирования, болезней, жестокого обращения и сексуального насилия. Негативные последствия системы школ-интернатов уже давно признаются почти единогласно среди учёных, исследующих эту систему, при этом их дебаты сосредоточены на мотивах и намерениях.
Часть этого процесса в 1960—1980-х годах, получившая название как Облава шестидесятых, была расследована, и изъятия детей были признаны геноцидом судьёй Эдвином Кимелманом, который написал: «Вы забрали ребёнка из его или её конкретной культуры и поместили его в чужую культуру без какой-либо [консультационной] помощи со стороны семьи, в которой родился ребёнок. В этом есть что-то кардинально и в корне неправильное». Другим аспектом системы школ-интернатов было использование принудительной стерилизации женщин из числа коренного населения, которые решили не следовать школьным советам выходить замуж за мужчин некоренного населения.
Коренные народы Канады уже давно называют систему школ-интернатов геноцидом, а учёные называют эту систему геноцидной с 1990-х годов. По мнению некоторых учёных, законы и политика канадского правительства, включая систему школ-интернатов, которые принуждали коренные народы к ассимилированию в европоцентричном обществе, нарушали Конвенцию ООН о геноциде, которую Канада подписала в 1949 году и приняла через парламент в 1952 году. Поэтому данные учёные полагают, что Канаду можно судить в международном суде за геноцид. Также надо учитывать на Декларацию ООН о правах коренных народов, которая была вошла в канадское законодательство в 2010 году, где в статье 7 обсуждаются права коренных народов не подвергаться геноциду или «любому другому акту насилия, включая насильственное перемещение детей из одной группы в другую».
В результате судебного разбирательства в 2006 году было выплачено 2 млрд канадских долларов, а в 2008 году была создана Комиссия по установлению истины и примирению (КУИП), которая подтвердила пагубное воздействие этой системы на детей и волнения, возникшие между коренными и некоренными народами. В резюме КУИП сделан вывод о том, что ассимиляция представляет собой культурный геноцид. Этот вывод был поддержан другими учёными, включая Дэвида Брюса Макдональда и Грэма Хадсона, которые также отмечают, что система школ-интернатов может также означать нечто большее, чем просто культурный геноцид, излагая конкретные аргументы относительно того, как система школ-интернатов была создана предумышленно злонамеренно (лат. dolus specialis) нарушающей требование «Конвенции о геноциде».
Неоднозначность формулировок в отчёте КУИП позволила интерпретировать это так, что имел место также физический и биологический геноцид. Комиссия по кипрской реформе не была уполномочена делать вывод о том, что имел место физический и биологический геноцид, поскольку такой вывод подразумевал бы юридическую ответственность канадского правительства, которую было бы трудно доказать. В результате спор о том, совершило ли канадское правительство также физический и биологический геноцид против коренного населения, остаётся открытым.

### Эксперименты по питанию
Эксперименты по питанию с коренными народами представляли собой серию экспериментов, проведённых в Канаде Министерством пенсий и национального здравоохранения (ныне Министерство здравоохранения Канады). Эксперименты проводились в период с 1942 по 1952 год с участием детей коренных народов из школ-интернатов Альберты, Британской Колумбии, Манитобы, Новой Шотландии и Онтарио. Эксперименты проводились как минимум на 1300 представителях коренного населения по всей Канаде, примерно 1000 из которых были детьми. Смерти, связанные с экспериментами, были описаны как часть геноцида коренных народов Канады.
В экспериментах участвовали изолированные сообщества со скудным продовольственным обеспечением в таких локациях, как городки Пас и Норвей-Хауз на севере Манитобы, а также школы-интернаты. Целью экспериментов на людях заключалась в том, чтобы узнать об влиянии и оптимальных уровнях недавно открытых витаминов и пищевых добавок в питании. Эксперименты включали преднамеренное и продолжительное недоедание, а в некоторых случаях и отказ от стоматологических услуг.

### Принудительная стерилизация
Принудительная стерилизация в Канаде имеет документально подтверждённую историю в провинциях Альберта, Саскачеван и Британская Колумбия. В июне 2021 года Постоянный комитет по правам человека в Канаде установил, что в Канаде продолжается принудительная стерилизация, а её масштабы недооценены.
В Альберте Законодательное собрание приняло Закон о стерилизации в 1928 году для продвижения евгеники. Для контроля и реализации данного евгенического закона правительство Альберты создало Совет по евгенике Альберты, проработавший до 1972 года. С наступлением Великой депрессии в 1929 году усилились попытки интенсифицировать практику стерилизации, особенно в отношении коренных народов и иммигрантов, из-за опасений, что иммигранты отнимут рабочие места. Женщины из числа коренного населения составляли всего 2,5 % населения Канады, но 25 % из них были стерилизованы в соответствии с канадскими законами о евгенике — многие без их ведома или согласия. По сравнению с «2834 лицами, стерилизованными в рамках евгенической политики Альберты, историк Ангус Макларен подсчитал, что в Британской Колумбии было стерилизовано не более нескольких сотен лиц». Разница в количестве стерилизованных в двух провинциях может быть частично объяснена более строгими положениями Акта о стерилизации Британской Колумбии. В то время как законодательство Альберты дважды изменялось с целью увеличения масштаба и эффективности программы, программа стерилизации Британской Колумбии осталась неизменной.

### Принудительное переселение
Переселение в Высокую Арктику произошло в контексте Холодной войны: федеральное правительство тогда принудительно переселило 87 канадских граждан инуитского происхождения в Высокую Арктику в качестве подтверждения Канадой права собственности на этот регион. Инуитам было сказано, что они вернутся домой в Северный Квебек через два года, если пожелают, но это предложение было позже отозвано, поскольку оно нанесло бы ущерб претензиям Канады на высокие широты Арктики; они были вынуждены остаться. В 1993 году после обширных слушаний Королевская комиссия по делам аборигенов опубликовала отчёт «Переселение в высокие районы Арктики: отчёт о переселении в 1953—1955 годах». Правительство выплатило компенсацию семьям пострадавших и в 2010 году принесло официальные извинения.

### Пропавшие без вести и убитые коренные женщины
С 2016 по 2019 год правительство Канады проводило Национальное расследование пропавших без вести и убитых женщин из коренных народов. В заключительном отчёте расследования сделан вывод о том, что высокий уровень насилия в отношении женщин и девочек из числа коренных народов, инуитов и метисов «вызван действиями и бездействием государства, коренящимися в колониализме и колониальных идеологиях». В отчёте и публичном заявлении члены комиссии по национальному расследованию заявили, что ситуация с пропавшими без вести и убитыми представительницами коренных народов является «канадским геноцидом». Также был сделан вывод о том, что ситуация представляет собой продолжающийся «геноцид по признаку расы, идентичности и пола».
В ходе расследования данной проблемы использовалось более широкое определение геноцида из Закона о преступлениях против человечности и военных преступлениях, которое описывает «не только действия», но и «бездействие». В ходе расследования традиционное юридическое определение геноцида было названо «узким» и основанным на Холокосте. Согласно расследованию, «колониальный геноцид не соответствует популярным представлениям о геноциде как об определённом, поддающемся количественной оценке событии», и был сделан вывод о том, что «эта [геноцидная] политика менялась во времени и пространстве, и в различных воплощениях продолжается до сих пор».

## Отрицание геноцида
Несмотря на доказательства и свидетельства выживших, некоторые люди и учреждения отказываются признать системное насилие и разрушения, которым подверглись общины коренных народов. Отрицание и неверие доминировали в первоначальной реакции основных средств массовой информации Канады и многих некоренных народов Канады.
Канада подверглась обильной критике за отрицание своего участия в геноциде коренных народов, особенно в отношении индейской системы школ-интернатов, а также долгосрочных последствий как обучения коренных народов в интернатах, так и колонизации в целом. В 2022 году Грегори Стэнтон, бывший президент Международной ассоциации исследователей геноцида, опубликовал отчёт о геноциде в Канаде, в котором заявил, что многие канадцы отрицают геноцид коренных народов. В день правды и примирения 2023 года премьер-министр Канады Джастин Трюдо заявил, что число отрицателей геноцида растёт.

### Комментарии
1. ↑  Термин «индейский» использовался в соответствии с контекстом эпохи, в частности в том, что все коренные народы в Канаде назывались индейцами, а не по самоназваниям коренных народов Канады, инуитов и канадских метисов[15][16][17][18][19]